# Lardo

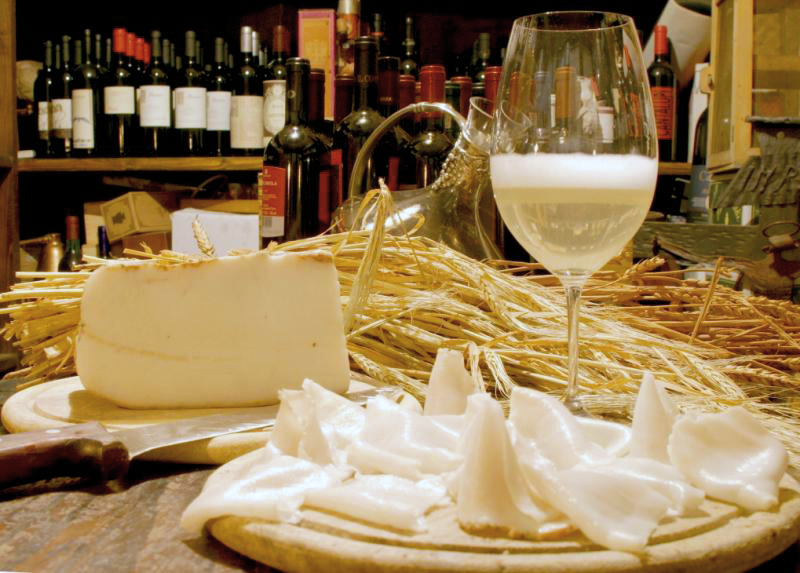
Lardo di Colonnata

El Lardo és una mena de salumi constituït de l'estrat de greix que es troba sota la pell del dors del porc i que es cura amb romaní i altres espècies. Existeixen diverses variants al mercat, només diferenciades per la duració del seu estacionament, les espècies usades, el salaó i el fumat de la matèria primera.
El lardo més conegut és el lardo di Colonnata que pel seu sabor únic i la seua delicadesa han fet famosa la localitat toscana de la qual pren el nom, on s'ha elaborat des dels temps de l'antiga Roma. Colonnata és una fracció de la ciutat de Carrara, famosa pel seu marbre: de fet, Colonnata és un jaciment de marbre de Carrara que s'explota i tradicionalment el lardo es guareix durant mesos en bols fets d'aquesta pedra local. Actualment és una Indicació Geogràfica protegida.
Una altra variant és la Valle d'Aosta Lard d'Arnad, una denominació d'origen de la regió d'Arnad a la vall d'Aosta.